# かば田食品
株式会社かば田食品（かばたしょくひん）は、福岡県北九州市八幡西区に本社を置く、辛子明太子などを製造・販売する企業である。

## 概要
北九州市周辺ではシェアの高い明太子製造・販売企業である。キャッチフレーズは「味にてん、心にまる」。もともとは北九州地区中心の店舗展開だったが、現在は福岡県、山口県、佐賀県、大分県、東京都に直営店計48店舗（2024年11月現在）を展開している。

## 沿革
- 漬物製造卸売業・椛田商店（創業1921年）より独立し、個人商店を創業。
- 1962年（昭和37年）4月 - 黒崎中央市場（八幡西区熊手）熊手店（閉店）オープン。
- 1975年（昭和50年）4月 - ユニード朝日ヶ丘店（閉店・現在はサンリブ朝日ヶ丘店）に、朝日ヶ丘店オープン。
- 1979年（昭和54年）8月 - 有限会社かば田食品（資本金300万円、北九州市八幡西区熊手1-2-9）設立。同年10月、メイト黒崎専門店街にメイト黒崎店オープン。以後、直営店舗の店舗展開をはじめる。
- 1985年（昭和60年）1月 - 北九州市八幡西区本城に本社屋及び工場新設。同年12月、資本金900万円に増資。
- 1988年（昭和63年）10月 - 本社社屋隣接地に新工場新設。
- 1989年（平成元年） - CI導入、シンボルマーク変更。
- 1994年（平成6年）5月 - 資本金1000万円に増資、同年7月、株式会社に組織変更。
- 2003年（平成15年）4月 - 本社を現在地に移転、かば田本店オープン。
- 2007年（平成19年）1月 - スタンダード&プアーズ日本SME格付けaa取得。同年6月、北九州市八幡西区陣原に工場新設。

## 明太子の特徴
前身が漬物製造者であったため、昆布のだしで味付けする「昆布漬」にこだわっている。かば田の明太子は出汁が効いていることが特徴である。

## CM・広告
テレビ・ラジオのCMを中心に大規模な宣伝活動を行なっている。テレビCMは皿を顔に、「てん（、）と まる（。）」を目に、明太子を唇に見立てたものが有名である。CMの曲は2曲、「いとしのクレメンタイン」の替え歌と「七つの子」の替え歌。
お中元・お歳暮の時期は、「贈って嬉しいかば田のめんたい、もらって嬉しいかば田のめんたい」というCMが流れる。CMの曲は、「はないちもんめ」の替え歌。
また、ギラヴァンツ北九州や地元の祭り（わっしょい百万夏まつり）などに協賛している。

## 販売方法
もともとは直営店のみの販売であったが、福岡市の土産物店（博多駅・福岡空港の売店など）や高速道路のサービスエリアでも販売されるようになった。